# Eschweilera rhodogonoclada
Eschweilera rhodogonoclada är en tvåhjärtbladig växtart som beskrevs av Carlos Toledo Rizzini och A.Mattos. Eschweilera rhodogonoclada ingår i släktet Eschweilera och familjen Lecythidaceae. Inga underarter finns listade i Catalogue of Life.